# جيمس فوربس كريغتون
جيمس فوربس كريغتون هو سياسي كندي، ولد في 2 نوفمبر 1879، وتوفي في 1944. انتخب عضو المجلس التشريعي في ساسكاتشوان ‏.